# Anthony Knivet
Anthony Knivet, född omkring 1560, död omkring 1649, var en brittisk sjöman som vistades i Brasilien under tidig kolonial tid och hölls som portugisisk slav där.
Anthony Knivet var sjöman på ett av de fem fartygen i den brittiska kaparen Thomas Cavendishs andra expedition 1591 för att utföra raider mot portugisiska bosättningar i Sydamerika. Han blev ensam skeppsbruten samma år på ön Ilhabela i närheten av Santos.
Han hamnade som slav först på en sockerplantage hos de portugisiska kolonisterna och senare som livegen slavhandlare. Efter att ha rymt levde han en period hos en tupitalande indianstam, men blev sedan återigen fånge hos portugiserna. 
Han var portugisisk fånge under slavliknande förhållanden under tre perioder. Under den senaste gjorde han också en resa till Angola och tillbaka till Brasilien. Slutligen fördes han 1599 till Lissabon, där han var i tjänst hos familjen Salvador Correia de Sá. 
Han lyckades till slut ta sig tillbaka till England och skrev sina memoarer, vilka publicerades 1625. 